# チャンスの前髪/人生の扉
「チャンスの前髪 / 人生の扉」（チャンスのまえがみ じんせいのとびら）は、竹内まりやの35枚目のシングル。2007年8月8日にMOON RECORDSより発売された。

## 解説

### チャンスの前髪
TBS系ドラマ『肩ごしの恋人』主題歌。連続ドラマの主題歌を担当するのは6年ぶり。原作者・唯川恵のリクエストで、竹内が主題歌を書き下ろすことになった。唯川が執筆した小説『午前10時に竹内まりや。』に続いてのコラボレーション。竹内も原作のファンということ、原作のテーマと同じく2人の女性の絆を投影した詞の世界観となっている。このイメージを表現するために、竹内と同世代の女性シンガーで交友があるサザンオールスターズの原由子がゲストボーカルで参加している。
「チャンスの神様」とはローマ神話の女神フォルトゥーナのこと。フォルトゥーナには前髪しかなく、後からではチャンスを掴めないと言われている。
2018年10月から2024年9月まで放送された青森放送のラジオ番組『朝から おとらじ!』ではオープニングに、この曲のオリジナル・カラオケが使用されている。

### 人生の扉
協和発酵（現協和発酵キリン）CMソング。同年5月発売のアルバム『Denim』収録曲で、シングルカットの要望が高かったため両A面扱いでシングルカットされた。また『Denim』のアナログ盤の2024年4月24日発売に合わせて、公式YouTubeチャンネルで公式ミュージック・ビデオが公開された。

## パッケージ、アートワーク
CDジャケットの題字は、竹内まりやのリクエストで緒形拳が手掛けている。

## 収録曲
| 全作詞・作曲: 竹内まりや。 |                                                                                 |            |            |                                             |      |
| #                          | タイトル                                                                        | 作詞       | 作曲・編曲 | 編曲                                        | 時間 |
| 1.                         | 「チャンスの前髪（ゲストボーカル：原由子）」(TBS系ドラマ『肩ごしの恋人』主題歌) | 竹内まりや | 竹内まりや | 山下達郎                                    | 4:56 |
| 2.                         | 「人生の扉」(協和発酵TV-CMソング)                                               | 竹内まりや | 竹内まりや | 山下達郎 & センチメンタル・シティ・ロマンス | 5:50 |
| 3.                         | 「チャンスの前髪（オリジナル・カラオケ）」                                      | 竹内まりや | 竹内まりや |                                             | 4:57 |
| 4.                         | 「人生の扉（オリジナル・カラオケ）」                                            | 竹内まりや | 竹内まりや |                                             | 5:49 |

## レコーディング・メンバー

### チャンスの前髪
- 竹内まりや : Lead Vocal & Background Vocals
- 原由子 : Vocal & Background Vocals
- 山下達郎 : Drum Programming, Computer Programming, Electric Guitar, Acounstic Guitar, Keyboards, Percussion & Background Vocals
- 伊藤広規 : Electric Bass
- 難波弘之 : Acounstic Piano, Electric Piano & Keyboards
- 浜口茂外也 : Percussion
- 橋本茂昭 : Computer Programming & Synthesizer Operation
- 山本拓夫 : Tenor Sax Solo
- 数原晋 : Trumpet
- 寺島基文 : Trumpet
- Fred Simmons : Trombone
- 高橋朋史 : Trombone
- 平原まこと : Tenor Sax
- 黒葛野敦司 : Baritone Sax

### 人生の扉
- 山下達郎 : Acoustic Guitar, Electric Guitar, Vibraphone, Bass Melodion & Background Vocal
- 野口明彦 : Drums
- 伊藤広規 : Electric Bass
- 中野督夫 : Electric Guitar & Background Vocals
- 告井延隆 : Pedal Steel Guitar, Flat Mandolin(Solo) & Background Vocals
- 細井豊 : Acoustic Piano & Background Vocals

## クレジット
- 題字（チャンスの前髪, 人生の扉）: 緒形拳

## タイアップ

### 人生の扉
- 大和証券グループ「aging with joy -50を過ぎても-編」「aging with joy -90を越えても-篇」CMソング[3]。
- テレビ東京系 新春ドラマスペシャル『娘の結婚』主題歌。

## 収録アルバム
1. 『Denim』(#2)
2. 『Expressions』(#1, #2)

## カバー

### 人生の扉
- 稲垣潤一（2008年、デュエット・カバー・アルバム『男と女 -TWO HEARTS TWO VOICES-』）“Duet with 白鳥英美子 & 白鳥マイカ”によるカバー。